# 瓦尔德泽米勒地图

1507年繪製的瓦耳德泽米勒地图，圖中可見美洲、非洲、歐洲、亞洲，以及分隔亞洲及美洲之間的太平洋。

瓦尔德泽米勒地图（英語：Waldseemüller map）也译为“瓦爾德塞彌勒地圖”，又作「宇宙誌」（Universalis Cosmographia）是一幅由德國地圖學家马丁·瓦尔德泽米勒繪製的世界地圖，這地圖原本於1507年4月出版。這是繼托勒密《地理學》中所載的世界地圖後最早準確地列出經度和緯度的地圖之一，也是第一幅使用「亞美利加」（America）稱呼美洲的地圖。瓦尔德泽米勒亦將世界地圖切割成三角形，這是將地圖以三角形為單位，將原本球狀的地球分割，以便繪製地圖的方法。
繪製工作完成後，瓦尔德泽米勒與洛林孚日聖迪耶Vosgean Gymnasium的一班學者一起工作，當時為神聖羅馬帝國時期。此地圖收於Vosgean Gymnasium出版的《宇宙學入門》（Cosmographiae Introductio）裏。

## 外部連結
- 世界数字图书馆上的相关页面
- 美国国会图书馆 （页面存档备份，存于）（英文）
- 国家地理新闻：美国购买瓦爾德塞彌勒地圖 （页面存档备份，存于）（英文）
- 贝尔图书馆：地图和绘图者（英文）